# Аждаха
Ажда́ха — злий демон у башкирській міфології. Найчастіше зображається як багатоголовий велетенський дракон з вогнедишною пащею. Походить від іранського Ажи-Дахака.
За народними переказами, в аждаха перетворюється змія, яка прожила 100 років, живе в річках, озерах чи на болотах. У міфах демону люди приносили у жертву дівчину, щоб він дозволив користуватись джерелами. Рятуючи дівчину, казкові батири вступали в бій з аждахом і перемагали його (казки про Ахмет-батира та Худайбірде-батира, Єгета та інших). Якщо аждаха дожив до 500–1000 років, він перетворювався в демона Юха, який може приймати вигляд гарної дівчини. За переказами, іноді великі хмари відносили аждаха на гору Кафтау.